# Pirellihöghuset
Pirellihöghuset, italienska: Grattacielo Pirelli,  även kallad Pirellone, är ett 32 våningar högt höghus i centrala Milano. Höghuset byggdes 1956–1958 på beställning av Pirellis ägare Alberto Pirelli. Arkitekt var Gio Ponti med assistans från Pier Luigi Nervi och Arturo Danusso. År 1978 sålde Pirelli byggnaden till Regione Lombardia. Huset var fram till 1995 Italiens näst högsta byggnad efter Mole Antonelliana i Turin.